# Жванецька Інна Абрамівна
Інна Абрамівна Жванецька — російська композиторка та музична викладачка. Народилася у Вінниці 20 січня 1937 року. Вивчала композицію в класі Ніколая Пейка в школі ім. Гнесіних, яку закінчила в 1964 році. Викладала фортепіано і в 1965 році стала викладачкою з читання партитур та оркестровки в школі Гнесіна.

## Камерні твори
- Бурлеск (скрипка та фортепіано, 1959)
- П'ять танцювальних п'єс для дітей (дві віолончелі, 2007)[4]
- La Bale (альт та фортепіано; 2015) [5]
- Спогади про композитора Альфреда Шнітке (соло віолончелі)
- Шість п'єс (духовий квінтет; 1969)
- Соната (скрипка та фортепіано; 1976)
- Осколки дитинства (сольна скрипка) [6]
- Струнний квартет (1962)
- Варіації єврейської теми (дві скрипки)

## Оркестрові
- Концерт для контрабаса та оркестру (зі скороченням фортепіано; 1978)
- Увертюра (1963)
- Концерт для фортепіано [5]
- Сюїта (струнний оркестр; 1965)

## Фортепіанні
- Партита (1966)
- Поліфонічна фантазія (1962)
- Токката (1961)
- Варіації теми Брамса (1958)

## Вокальні
- Цикл (слова А. Ізаакіяна; голос і фортепіано; 1960)
- З середньовічної єврейської поезії (1998) [5]
- Гучні пісні Анни Ахматової
- Романси (слова В. Брюсова та інших невказаних поетів)
- Январські Строки (слова С. Смірнова; голос і фортепіано; 1968)
- Земіяй! (слова Твореньє-Чоловека; хор та оркестр; 1972)